# Pseudanophthalmus higginbothami
Pseudanophthalmus higginbothami is een keversoort uit de familie van de loopkevers (Carabidae). De wetenschappelijke naam van de soort is voor het eerst geldig gepubliceerd in 1931 door Valentine.